# Список глав правительства Воеводины
Список глав правительства Воеводины включает руководителей правительств Воеводины, начиная с повстанческих правительств XIX века, независимо от исторического наименования должности руководителя правительства и степени оформления государственности края в этот период. В настоящее время правительство возглавляет Председатель краевого правительства Автономного края Воеводины (серб. Председник Покрајинске владе Аутономне Покрајине Војводине), являющийся руководителем исполнительной власти автономного края в составе Республики Сербии.
Использованная в первом столбце таблиц нумерация является условной; также условным является использование в первом столбце цветовой заливки, служащей для упрощения восприятия принадлежности лиц к различным политическим силам без необходимости обращения к столбцу, отражающему партийную принадлежность. В столбце «Выборы» отражены состоявшиеся выборные процедуры начиная с 1992 года. Приведённые в преамбулах к каждому из разделов описания этих периодов призваны пояснить особенности политической жизни.
До 18 января (1 февраля) 1919 года, когда Королевство сербов, хорватов и словенцев перешло на григорианский календарь, также приведены юлианские даты. Сербские имена персоналий последовательно приведены на вуковице (кириллическом алфавите), принятом в современной Сербии (исключение сделано для двух венгерских имён).

## Сербская Воеводина (1848—1849)
Первое сербское правительство на землях габсбургской монархии возникло в ходе национального движения, ставшего реакцией сербов на политику мадьяризации, проводимую лидерами венгерской революции 1848—1849 годов.
На Майской скупщине, прошедшей 1—3 мая 1848 года (13—15 мая по юлианскому календарю) в городе Сремски-Карловци, было принято решение о создании на территории входивших в Королевство Венгрия Срема, Бараньи, Бачки и Баната автономной Сербской Воеводины (серб. Српска Војводовина), вступающей в «политический союз… на основе свободы и полного равноправия с Триединым королевством Хорватии, Славонии и Далмации». Карловацкий митрополит Иосиф был рукоположен Сербским патриархом, а полковник Стеван Шупликац, находящийся в Италии в составе имперской армии, избран воеводой (до его возвращения главой правительства оставался Джордже Стратимирович, возглавивший Главный комитет сербского народа и работавший над созданием военных лагерей народной армии). Шупликац прибыл в Сремски-Карловци 24 сентября (6 октября) 1848 года, узнав о признании своего избрания австрийским императором Францем Иосифом I, и организовал общую мобилизацию для противодействия венгерским революционным силам. Манифестом от 15 декабря 1848 года император утвердил рукоположение патриарха и избрание воеводы, однако отказался признать решения скупщины об автономии и территории Воеводины со сложившимся управлением. После скоропостижной смерти Шупликаца 15 (27) декабря 1848 года патриарх Иосиф отказался назначить выборы нового воеводы и принял на себя мирские полномочия.
Откроированная императором 4 марта 1849 года конституция (нем. Kaiserliches Patent vom 4. März 1849) не упоминала Воеводину в числе имперских областей. 15 декабря 1849 года Франц Иосиф I обнародовал патент о создании провинции Воеводство Сербия и Темешварский банат (нем. Woiwodschaft Serbien und Temescher Banat, серб. Војводство Србија и Тамишки Банат), вне которой осталась населённая сербами Военная граница. Провинция включила румынскую часть Баната, исторический центр которого Темешвар стал её столицей вместо ожидаемого сербами Нови Сада. Титул «воеводы сербского» (нем. Grosswojwod der Wojwodshaft Serbien) был включён в титулатуру императора и сохранялся в ней вплоть до распада империи в 1918 году несмотря на то, что в декабре 1860 года подчинённая непосредственно Вене провинция была упразднена в контексте послереволюционного восстановления целостности и прав королевской Венгрии.
|        | Портрет | Имя (годы жизни)                                                                        | Полномочия                   | Полномочия                   | должность                                                                                      | Пр.           |
| Начало | Портрет | Имя (годы жизни)                                                                        | Окончание                    |                              | должность                                                                                      | Пр.           |
| ------ | ------- | --------------------------------------------------------------------------------------- | ---------------------------- | ---------------------------- | ---------------------------------------------------------------------------------------------- | ------------- |
| 1      |         | Джордже Стратимирович (1822—1908) серб. Ђорђе Стратимировић                             | 1 (13) мая 1848              | 24 сентября (6 октября) 1848 | председатель Главного комитета сербского народа серб. председник Главног одбора народа српског | [ 11 ] [ 12 ] |
| 2      |         | полковник Стеван Шупликац (1786—1848) серб. Стеван Шупљикац                             | 24 сентября (6 октября) 1848 | 15 (27) декабря 1848         | воевода серб. војвода                                                                          | [ 13 ]        |
| 3      |         | патриарх Иосиф (1785—1861) серб. патријарх Јосиф в миру Илия Раячич серб. Илија Рајачић | 15 (27) декабря 1848         | 15 декабря 1849              | патриарх сербский с мирскими полномочиями серб. српски патријарх са световним моћима           | [ 14 ]        |

## Республика Банат и регион Банат, Бачка и Баранья (1918—1919)
Во время распада Австро-Венгерской империи к концу октября 1918 года на территории Баната были созданы военные советы народов, проживавших на его территории: румынский, венгерский, немецкий, сербский и еврейский. На их встрече в Тимишоаре 31 октября 1918 года по предложению Отто Рота (по происхождению нерелигиозного венгерского еврея) был создан совместный Народный совет Баната и провозглашена Республика Банат (рум. Republica Bănăţeană, нем. Banater Republik, серб. Банатска република, венг. Bánáti Köztársaság), с целью предотвращения вторжения французской Дунайской армии и сохранения региональной целостности, противостоя конкурирующим националистическим устремлениям. Сам Рот был назначен верховным комиссаром, в основном с военными полномочиями. Независимость фактически буферного государства была признана Венгрией, однако оспорена Сербией и Румынией. Сербские войска 15 ноября 1918 года вошли в Банат, через день заняв Тимишоару, после чего верховное управление краем перешло к командующему сербскими силами. Гражданские полномочия сохранялись за Народным советом Баната вплоть до его роспуска 20 февраля 1919 года и назначения на следующий день сербской гражданской администрации.
В дальнейшем Банат был разделён между Румынией и Государством Сербов, Хорватов и Словенцев (незначительная часть отошла к Венгрии).
|        | Портрет | Имя (годы жизни)                     | Полномочия      | Полномочия      | партия                                | должность | Пр.    |
| Начало | Портрет | Имя (годы жизни)                     | Окончание       |                 | партия                                | должность | Пр.    |
| ------ | ------- | ------------------------------------ | --------------- | --------------- | ------------------------------------- | --- | ------ |
| 4      |         | Отто Рот (1884—1956) венг. Róth Ottó | 31 октября 1918 | 20 февраля 1919 | Социал-демократическая партия Венгрии | верховный комиссар Народного совета Баната рум. Înaltul comisar al Consiliului poporului Banatului нем. hohe Kommissar des Banaten-volksrates серб. високи комесар Банатског народног већа венг. Banati Népi Tanács főbiztosa | [ 18 ] |

25 ноября 1918 года на землях с преобладанием славянского населения Бараньи, Бачки и Баната была созвана Великая народная скупщина сербов, буневцев и прочих славян Баната, Бачки и Бараньи (серб. Велика народна скупштина Срба, Буњеваца и осталих Словена у Банату, Бачкој и Барањи). Начавшая работу 25 ноября 1918 года скупщина приняла решение о вхождении региона Банат, Бачка и Баранья в состав Королевства Сербия и сформировала Народную управу Баната, Бачки и Бараньи (серб. Народна управа за Банат, Бачку и Барању) во главе с Йованом Лалошевичем.
Правительство в Белграде дало согласие на присоединение края к Сербии (которая 20 ноября (1 декабря) 1918 года объединилась с Государством Словенцев, Хорватов и Сербов в Королевство Сербов, Хорватов и Словенцев), но отказалось признать Народную управу, которая тем не менее управляла краем до 11 марта 1919 года, когда состоялась её последняя сессия.
До определения границ балканских государств на Парижской мирной конференции в территорию Баната, Бачки и Бараньи входили и земли, впоследствии отошедшие к королевствам Венгрия и Румыния.
|        | Портрет | Имя (годы жизни)                                  | Полномочия     | Полномочия    | должность | кабинет   | Пр.    |
| Начало | Портрет | Имя (годы жизни)                                  | Окончание      |               | должность | кабинет   | Пр.    |
| ------ | ------- | ------------------------------------------------- | -------------- | ------------- | --- | --------- | ------ |
| 5      |         | Йован Лалошевич (1870—1935) серб. Јован Лалошевић | 25 ноября 1918 | 11 марта 1919 | председатель Народной управы Баната, Бачки и Бараньи серб. председник Народне управе за Банат, Бачку и Барању | Лалошевич | [ 22 ] |

## Правительство ГНОКВ (1944—1945)
Начиная с 1943 года в Югославии повсеместно, включая Воеводину, создавались Народно-освободительные комитеты, организовывавшие сопротивление оккупационным и коллаборационистским силам и формировавшие органы управления на освобождённой территории. Главный народно-освободительный комитет Воеводины (ГНОКВ) был создан 10 марта 1944 года в селе Белегиш в Среме, а после освобождения в октябре 1944 года Нови Сада был расширен и реорганизован, приобретя правительственные функции, его председателем стал член Независимой демократической партии Александар Шевич.
На второй сессии Антифашистского вече народного освобождения Югославии (АВНОЮ), состоявшейся 29 ноября 1943 года в боснийском городе Яйце, было принято решение о строительстве после окончания Второй мировой войны демократического федеративного государства югославских народов под руководством Коммунистической партии Югославии. Были заложены основы федеративного устройства страны из 6 частей (Сербия, Хорватия, Босния и Герцеговина, Словения, Македония и Черногория). 7 марта 1945 года в Белграде было сформировано получившее международное признание временное правительство Демократической Федеративной Югославии (ДФР) во главе с Иосипом Броз Тито. 9 апреля 1945 года одновременно с созданием правительства Федерального Государства Сербии (серб. Федерална Држава Србија) Шевич в Нови Саде возглавил Главный исполнительный комитет, выделенный из ставшего временным законодательным органом ГНОКВ. На состоявшемся 11 апреля общенациональном митинге в Нови Саде было принято заявление о присоединении Воеводины к федеральной Сербии с созданием воеводской автономии. 19 июня Председательство АВНОЮ (серб. Председништво АВНОЈ) как высший федеральный орган сформировало комиссию по демаркации границы между Воеводиной как частью Сербии и Хорватией. Результаты её работы составили демаркационное предложение, принятое на заседании Политбюро ЦК КПЮ 26 июля 1945 года. Созванная Скупщина посланников народа Воеводины (серб. Скупштина изасланика народа Војводине) 31 июля приняла решение о вхождении автономной Воеводины в состав Сербии, которое было узаконено 10 августа на третьей сессии АВНОЮ (состоявшейся в Белграде с 7 по 10 августа). В соответствии с этим ГНОКВ был преобразован в Народную скупщину автономного края Воеводины (серб. Народна скупштина Аутономне Покрајине Војводине).
29 ноября 1945 года Учредительная скупщина Югославии окончательно ликвидировала монархию и провозгласила Федеративную Народную Республику Югославию, с преобразованием федеральных государств в народные республики, в числе которых была и Народная Республика Сербия, включавшая автономный край Воеводину.
|        | Портрет       | Имя (годы жизни)                                    | Полномочия      | Полномочия                                                                              | партия                             | должность | Пр.    |
| Начало | Портрет       | Имя (годы жизни)                                    | Окончание       |                                                                                         | партия                             | должность | Пр.    |
| ------ | ------------- | --------------------------------------------------- | --------------- | --------------------------------------------------------------------------------------- | ---------------------------------- | --- | ------ |
| 6      |               | Александар Шевич (1897—1975) серб. Александар Шевић | октябрь 1944    | 9 апреля 1945                                                                           | Независимая демократическая партия | председатель Главного народно-освободительного комитета Воеводины серб. председник Главног Народноослободилачког одбора Војводине | [ 31 ] |
| 6      | 9 апреля 1945 | Александар Шевич (1897—1975) серб. Александар Шевић | 19 февраля 1946 | председатель Главного исполнительного комитета серб. председник Главног извршног одбора | Независимая демократическая партия | | [ 31 ] |

## В составе ФНРЮ (1945—1963)
После провозглашения 29 ноября 1945 года Учредительной скупщиной Федеративной Народной Республики Югославии входившие в состав Демократической Федеративной Югославии государства были преобразованы в народные республики, в их числе и Народная Республика Сербия (серб. Народна Република Србија), включавшая автономный край Воеводину. Официально это название республики было принято 19 февраля 1946 года.
До 20 марта 1953 года правительство Воеводины возглавлял председатель Главного исполнительного комитета Народной скупщины (сербохорв. председник Главног извршног одбора Народне скупштине АП Војводине), затем оно получило название Исполнительное вече Народной скупщины автономного края Воеводины (серб. Извршно веће Народне скупштине Аутономне Покрајине Војводине), а его руководитель — Председатель Исполнительного веча (сербохорв. председник Извршног већа).
|                                                                                                | Портрет                                                                                        | Имя (годы жизни)                                                                               | Полномочия                                                                                     | Полномочия                                                                                     | партия                                                                                         | Пр.                                                                                            |
| Начало                                                                                         | Портрет                                                                                        | Имя (годы жизни)                                                                               | Окончание                                                                                      |                                                                                                | партия                                                                                         | Пр.                                                                                            |
| председатель Главного исполнительного комитета (сербохорв. председник Главног извршног одбора) | председатель Главного исполнительного комитета (сербохорв. председник Главног извршног одбора) | председатель Главного исполнительного комитета (сербохорв. председник Главног извршног одбора) | председатель Главного исполнительного комитета (сербохорв. председник Главног извршног одбора) | председатель Главного исполнительного комитета (сербохорв. председник Главног извршног одбора) | председатель Главного исполнительного комитета (сербохорв. председник Главног извршног одбора) | председатель Главного исполнительного комитета (сербохорв. председник Главног извршног одбора) |
| ---------------------------------------------------------------------------------------------- | ---------------------------------------------------------------------------------------------- | ---------------------------------------------------------------------------------------------- | ---------------------------------------------------------------------------------------------- | ---------------------------------------------------------------------------------------------- | ---------------------------------------------------------------------------------------------- | ---------------------------------------------------------------------------------------------- |
| (6)                                                                                            |                                                                                                | Александар Шевич (1897—1975) серб. Александар Шевић                                            | 19 февраля 1946                                                                                | 5 сентября 1947                                                                                | Коммунистическая партия Сербии → Союз коммунистов Сербии                                       | [ 31 ]                                                                                         |
| 7                                                                                              |                                                                                                | Лука Мркшич (1899—1976) серб. Лука Мркшић                                                      | 5 сентября 1947                                                                                | 20 марта 1953                                                                                  | Коммунистическая партия Сербии → Союз коммунистов Сербии                                       | [ 34 ]                                                                                         |
| председатель Исполнительного веча (сербохорв. педседник Извршног већа)                         |                                                                                                |                                                                                                |                                                                                                |                                                                                                |                                                                                                |                                                                                                |
| 8                                                                                              |                                                                                                | Стеван Дороньски (1919—1981) серб. Стеван Дороњски                                             | март 1953                                                                                      | декабрь 1953                                                                                   | Союз коммунистов Сербии                                                                        | [ 35 ]                                                                                         |
| 9                                                                                              |                                                                                                | Геза Тиквицки (1917—1999) серб. Геза Тиквицки                                                  | декабрь 1953                                                                                   | 22 июля 1962                                                                                   | Союз коммунистов Сербии                                                                        | [ 31 ]                                                                                         |
| 10                                                                                             |                                                                                                | Джурица Йойкич (1914—1981) серб. Ђурица Јојкић                                                 | 22 июля 1962                                                                                   | 18 июля 1963                                                                                   | Союз коммунистов Сербии                                                                        | [ 36 ]                                                                                         |

## В составе СФРЮ (1963—1991)
Вступившая в силу 7 апреля 1963 года новая конституция Югославии провозгласила страну социалистическим государством, в соответствии с чем его название было изменено на Социалистическая Федеративная Республика Югославия, а входившие в её состав республики получили название социалистических, включая Социалистическую Республику Сербию (серб. Социјалистичка Република Србија) и входивший в нёё Социалистический автономный край Воеводина  (серб. Социјалистичка Аутономна Покрајина Војводина). Его правительство получило название Исполнительное вече Скупщины (сербохорв. Извршно веће Скупштине), название должности его руководителя стало — Председатель Исполнительного веча Скупщины (сербохорв. Председник Извршног већа Скупштине). В 1974 году вслед за новой федеральной конституцией вступила в силу новая конституция Сербии, сведшая к минимуму влияние республиканских властей в Социалистических автономных краях Воеводина и Косово (до 1968 года — Косово и Метохия) (в 1989 году республиканская Скупщина приняла поправки, напротив, лишавшие края признаков государственности и сохраняющими только их культурную автономию). Наконец, 28 сентября 1990 года была принята новая Конституция, кроме прочего изменившая название страны на Республика Сербия (серб. Република Србија), а края — на Автономный край Воеводина (серб. Аутономна Покрајина Војводина) и восстановившая многопартийную систему. 27 апреля 1992 года Сербия вместе с Черногорией образовала Союзную Республику Югославию.
|        | Портрет      | Имя (годы жизни)                                         | Полномочия      | Полномочия                     | Партия                                               | Пр.    |
| Начало | Портрет      | Имя (годы жизни)                                         | Окончание       |                                | Партия                                               | Пр.    |
| ------ | ------------ | -------------------------------------------------------- | --------------- | ------------------------------ | ---------------------------------------------------- | ------ |
| 12     |              | Илия Раячич (1923—2005) серб. Илија Рајачић              | 18 июля 1963    | 20 апреля 1967                 | Союз коммунистов Сербии                              | [ 39 ] |
| 13     |              | Стипан Мирушич (1926—1974) серб. Стипан Марушић          | 20 апреля 1967  | октябрь 1971                   | Союз коммунистов Сербии → Союз коммунистов Воеводины | [ 40 ] |
| 14     |              | Франьо Нач (1923—1986) серб. Фрањо Нађ венг. Nagy Ferenc | октябрь 1971    | 6 мая 1974                     | Союз коммунистов Воеводины                           | [ 41 ] |
| 15     |              | Никола Кмезич (1919—2009) серб. Никола Кмезић            | 6 мая 1974      | 5 мая 1982                     | Союз коммунистов Воеводины                           | [ 42 ] |
| 16     |              | Живан Марель (1938—) серб. Живан Марељ                   | 5 мая 1982      | май 1986                       | Союз коммунистов Воеводины                           | [ 43 ] |
| 17     |              | Йон Србован (1930—2018) серб. Јон Србован                | май 1986        | 24 октября 1989                | Союз коммунистов Воеводины                           | [ 44 ] |
| 18     |              | Средое Эрделян (1939—2011) серб. Средоје Ердељан         | 24 октября 1989 | 16 июля 1990                   | Союз коммунистов Воеводины                           | [ 35 ] |
|        | 16 июля 1990 | Средое Эрделян (1939—2011) серб. Средоје Ердељан         | сентябрь 1990   | Социалистическая партия Сербии |                                                      | [ 35 ] |
| 19     |              | Радоман Божович (1953—) серб. Радоман Божовић            | сентябрь 1990   | Социалистическая партия Сербии | 23 декабря 1991                                      | [ 45 ] |
| 20     |              | Йован Радич (1949—) серб. Јован Радић                    | 23 декабря 1991 | Социалистическая партия Сербии | 27 апреля 1992                                       | [ 46 ] |

## В составе СРЮ (1992—2003)
Приняв 27 апреля 1992 года новую союзную конституцию, Сербия вместе с Черногорией образовала Союзную Республику Югославию, которая 14 февраля 2003 года была преобразована в Государственный Союз Сербии и Черногории, представлявший собой конфедерацию независимых государств, при этом Автономный край Воеводина сохранял свой статус в составе Сербии.
|        | Портрет      | Имя (годы жизни)                                  | Полномочия      | Полномочия     | Партия                         | Выборы                   | Пр.    |
| Начало | Портрет      | Имя (годы жизни)                                  | Окончание       |                | Партия                         | Выборы                   | Пр.    |
| ------ | ------------ | ------------------------------------------------- | --------------- | -------------- | ------------------------------ | ------------------------ | ------ |
| (20)   |              | Йован Радич (1949—) серб. Јован Радић             | 27 апреля 1992  | июль 1992      | Социалистическая партия Сербии | 1992, июнь 1992, декабрь | [ 46 ] |
| 21     |              | Ковилько Ловре (1954—) серб. Ковиљко Ловре        | июль 1992       | февраль 1993   | Социалистическая партия Сербии | 1992, июнь 1992, декабрь | [ 46 ] |
| 22     |              | Бошко Перошевич (1956—2000) серб. Бошко Перошевић | февраль 1993    | 13 мая 2000    | Социалистическая партия Сербии | 1992, июнь 1992, декабрь | [ 50 ] |
| 22     | 1996         | Бошко Перошевич (1956—2000) серб. Бошко Перошевић | февраль 1993    | 13 мая 2000    | Социалистическая партия Сербии |                          | [ 50 ] |
| и. о.  |              | Дамнян Раденкович (1939—) серб. Дамњан Раденковић | 13 мая 2000     | 29 июня 2000   | Социалистическая партия Сербии | [ 33 ]                   |        |
| 23     | 29 июня 2000 | Дамнян Раденкович (1939—) серб. Дамњан Раденковић | 23 октября 2000 |                | Социалистическая партия Сербии | [ 33 ]                   |        |
| 24     |              | Джордже Джукич (1948—) серб. Ђорђе Ђукић          | 23 октября 2000 | 4 февраля 2003 | Демократическая партия         | 2000                     | [ 35 ] |

## В составе Государственного союза (2003—2006)
14 марта 2002 года Сербия и Черногория пришли к соглашению о сотрудничестве только в некоторых политических областях (например, оборонительный союз и международное представительство). 4 февраля 2003 года было принято конституционное уложение Государственного Союза Сербии и Черногории (серб. Државна заједница Србија и Црна Гора), при этом Автономный край Воеводина сохранял свой статус в составе Сербии. Каждое государство имело своё собственное законодательство и экономическую политику, а позже — валюту, таможню и другие государственные атрибуты.
|        | Портрет | Имя (годы жизни)                         | Полномочия      | Полномочия      | Партия                 | Выборы | Пр.    |
| Начало | Портрет | Имя (годы жизни)                         | Окончание       |                 | Партия                 | Выборы | Пр.    |
| ------ | ------- | ---------------------------------------- | --------------- | --------------- | ---------------------- | ------ | ------ |
| (24)   |         | Джордже Джукич (1948—) серб. Ђорђе Ђукић | 4 февраля 2003  | 30 октября 2004 | Демократическая партия | (2000) | [ 35 ] |
| 25     |         | Боян Пайтич (1970—) серб. Бојан Пајтић   | 30 октября 2004 | 5 июня 2006     | Демократическая партия | 2004   | [ 53 ] |

## В составе независимой Республики Сербии (с 2006)
21 мая 2006 года в Черногории был проведён референдум о национальной независимости. По его результатам 3 июня 2006 года была провозглашена национальная независимость Черногории, вскоре признанная Сербией, что означало распад Государственного Союза Сербии и Черногории, при этом Автономный край Воеводина сохранил свой статус в составе Сербии. Проведённой 14 декабря 2009 года реформой Исполнительное вече Воеводины было преобразовано в правительство, согласно принятому 22 мая 2014 года Статуту края и приведённому в соответствие с ним 23 сентября 2014 года закону о правительстве края, получившему название Краевое правительство Воеводины (серб. Покрајинска влада Војводине).
|                                   | Портрет | Имя (годы жизни)                        | Полномочия                        | Полномочия                        | Партия | Выборы                            | Пр.                               |
| Начало                            | Портрет | Имя (годы жизни)                        | Окончание                         |                                   | Партия | Выборы                            | Пр.                               |
| Председатель Исполнительного веча | Председатель Исполнительного веча                                                                                     | Председатель Исполнительного веча       | Председатель Исполнительного веча | Председатель Исполнительного веча | Председатель Исполнительного веча | Председатель Исполнительного веча | Председатель Исполнительного веча |
| --------------------------------- | --- | --------------------------------------- | --------------------------------- | --------------------------------- | --- | --------------------------------- | --------------------------------- |
| (25) (I)                          | | Боян Пайтич (1970—) серб. Бојан Пајтић  | 5 июня 2006                       | 14 декабря 2009                   | Демократическая партия | (2004)                            | [ 53 ]                            |
| (25) (I)                          | Демократическая партия в коалиции с партией «Г17+», Лигой социал-демократов Воеводины и Альянсом воеводинских венгров | Боян Пайтич (1970—) серб. Бојан Пајтић  | 5 июня 2006                       | 14 декабря 2009                   | 2008 |                                   | [ 53 ]                            |
| Председатель правительства        | |                                         |                                   |                                   | |                                   |                                   |
| 25 (II)                           | | Боян Пайтич (1970—) серб. Бојан Пајтић  | 14 декабря 2009                   | 20 июня 2016                      | Демократическая партия в коалиции с партией «Г17+», Лигой социал-демократов Воеводины и Альянсом воеводинских венгров                   | (2008)                            | [ 53 ]                            |
| 25 (II)                           | 2012 | Боян Пайтич (1970—) серб. Бојан Пајтић  | 14 декабря 2009                   | 20 июня 2016                      | Демократическая партия в коалиции с партией «Г17+», Лигой социал-демократов Воеводины и Альянсом воеводинских венгров                   |                                   | [ 53 ]                            |
| 26                                | | Игор Мирович (1968—) серб. Игор Мировић | 20 июня 2016                      | действующий                       | Сербская прогрессивная партия в коалиции с Альянсом воеводинских венгров, Движением социалистов и Социал-демократической партией Сербии | 2016                              | [ 57 ] [ 58 ]                     |
| 26                                | 2020 | Игор Мирович (1968—) серб. Игор Мировић | 20 июня 2016                      | действующий                       | Сербская прогрессивная партия в коалиции с Альянсом воеводинских венгров, Движением социалистов и Социал-демократической партией Сербии |                                   | [ 57 ] [ 58 ]                     |